# Stier und Greif
Stier und Greif – Blätter zur Kultur- und Landesgeschichte in Mecklenburg-Vorpommern war eine populärwissenschaftliche Edition, die in Mecklenburg-Vorpommern erschien.

## Geschichte
Mit einem Schrifttum zwischen 100 und 200 Seiten erschien Stier und Greif als Jahrbuch von 1991 bis 2011 in 21 Jahrgängen. Die Schriftenreihe entstand nach der Deutschen Wiedervereinigung und der Bildung des neuen Landes aus dem Bezirk Rostock, dem Bezirk Schwerin und dem Bezirk Neubrandenburg als Blätter zur Kultur- und Landesgeschichte in Mecklenburg-Vorpommern. Seit 2017 gibt der Heimatverband Mecklenburg-Vorpommern zweimal im Jahr die Publikation „Stier und Greif. Heimathefte für Mecklenburg-Vorpommern“ mit einem Umfang von 96 Seiten erneut heraus. Seit Heft 2, Jahrgang 2022 wurde die Seitenanzahl aus Kostengründen auf 78 Seiten reduziert.

## Herausgeber und Redaktion
- Landesverband des Kulturbundes Mecklenburg und Vorpommern e. V.
- Landesverein für Heimatgeschichte und Denkmalpflege in Mecklenburg-Vorpommern e. V.
- Landeshauptarchiv Schwerin
- Mecklenburgisches Volkskundemuseum Schwerin → Freilichtmuseum Schwerin-Mueß
- Historisches Museum Schwerin → Staatliches Museum Schwerin.

Verantwortlicher Redakteur war der Volkskundler und Museologe Ralf Wendt (* 1936), der das Periodikum ehrenamtlich bis zu seiner Einstellung 21 Jahre lang betreute und prägte. Über 300 Autoren waren bei Stier und Greif vertreten. Die Auflagenhöhe belief sich bis 2007 auf 900, danach nur noch auf 500 Exemplare.

## Ziele
Nach dem Editorial der 1. Ausgabe waren die Ziele:

„Den geographischen Rahmen für die Beiträge bilden die Landschaften von Mecklenburg und Vorpommern, (die) sich im Oktober 1990 im Ergebnis einer tiefgreifenden historischen Wende zum Bundesland Mecklenburg-Vorpommern zusammenschlossen […]. In engem Zusammenhang mit der Besinnung auf die reichen historischen Werte werden Fragen der Volkskultur, des Tourismus, des Umwelt- und Naturschutzes, der Land-, Forst- und Seewirtschaft, um wesentliche Aspekte zu nennen, eine besondere Bedeutung für das Land gewinnen. Die Hefte wollen diese Entwicklung reflektieren und anregend begleiten[…]. Die Publikation ‚Stier und Greif‘ ist für alle Seiten der heimatkundlichen Forschung offen. Sie möchte Neues vorlegen, auch kritische Standpunkte vertreten, zur Diskussion auffordern, aber auch Bewährtes und Traditionelles berichten, möchte Mittler und Vermittler von Wissen zur Kultur und Geschichte dieses Landes in Vergangenheit und Gegenwart sein.“

Darüber hinaus wurden in den Beiträgen auch grenzüberschreitende Themen berücksichtigt, d. h. Brandenburg, Schleswig-Holstein, Polen und Skandinavien.
Organisatorisch-strukturelle Probleme im Landes-Kulturbund e. V. und finanzielle Zwänge, insbesondere im Bereich Kultur des Landes Mecklenburg-Vorpommern, führten zur Einstellung des Magazins nach 2011.

## Sachgebiete
- Archäologie und Geschichte Mecklenburgs und Vorpommerns
- Historische Persönlichkeiten und Heraldik
- Reprints älterer und seltener geschichtlicher Arbeiten
- Zeitgeschichtliche Themen
- Architektur, Baugeschichte und Denkmalpflege
- Niederdeutsches Brauchtum
- Natur. Umwelt und Tourismus
- Kunst, Künstler und Kultur im Bundesland M-V
- Land- und Forstwirtschaft
- See- und Binnenschifffahrt
- Neues aus Museen, Bibliotheken und Archiven
- Miszellen und Bibliographisches

Die einzelnen Beiträge der Jahresbände 1 (1991) bis 21 (2011) sind bei der Landesbibliothek Mecklenburg-Vorpommern Schwerin (OPC 4 – LBMV Gesamtbestand) abrufbar.